# Archives et Musée de la littérature
Het Archives et Musée de la littérature (Nederlands: Archief en Museum van de Literatuur) is een Belgisch instituut dat zich richt op de Franstalige letterkunde. Het kent vier afdelingen: Belgische literatuur, toneel en audiovisueel, en internationale poëzie. Het werd opgericht in 1958 en is gevestigd op de derde etage van de Koninklijke Bibliotheek van België in Brussel-stad. 
De Nederlandstalige tegenhanger voor België is het Letterenhuis te Antwerpen, ook wel Archief en Museum voor het Vlaamse Cultuurleven genaamd. Lokaal is dat het Archief en Museum voor het Vlaams Leven te Brussel
Het museum en archief herbergen iconografische en bio-bibliografische documenten, autografen en handschriften, waarvan er meer dan zevenduizend aanwezig zijn. Daarnaast herbergt het vijftienduizend boeken. Er zijn allerlei verzamelingen, archieven en schenkingen opgenomen. Er bevinden zich verder de archieven en leeszaal van de Académie royale de langue et de littérature françaises de Belgique.
Daarnaast is er nog een internationale poëziebibliotheek te vinden, inclusief omvangrijke documentatie. Er zijn vijftigduizend gedichtenbundels en zesduizend (vak)tijdschriften te vinden over de poëzie. Hier wordt ook de C.I.E.P. uitgegeven, voluit Le Courrier du Centre international d'études poétiques.
Een speciale sectie is gewijd aan toneel, waarin drieduizend tape-scripts zijn te vinden en daarnaast archieven van het theaterleven, briefwisselingen en handschriften. Verder is er een audiovisuele afdeling waar duizenden foto's, films en auto-opnames, waaronder klankopnames.